# Šatrovački
Le Šatrovački est une forme d'argot serbo-croate qui consiste, par jeu, à inverser les syllabes d'un mot. Il est l'équivalent du verlan en français de France ou du vesre en espagnol d'Argentine et d'Uruguay.